# Calixte II
Pour les articles homonymes, voir Calixte (homonymie).
Ne doit pas être confondu avec Guy de Bourgogne, cardinal du XIIIe siècle.
Calixte II ou Callistus II en latin (kallistos, le plus beau en grec ancien), né Gui de Bourgogne (1060–1124), est le 162e pape de l'Église catholique (1119–1124).
Pape ami des clunisiens et cisterciens, issu de la famille des comtes palatins de Bourgogne de la maison d'Ivrée, il résout la querelle des Investitures (45 ans de guerre de pouvoir hiérarchique opposant la papauté aux empereurs germaniques) et promeut entre autres le pèlerinage de Saint-Jacques-de-Compostelle, contribue aux croisades et à la fondation de l'ordre cistercien et de l'ordre du Temple.

## Biographie

### Origine
Gui de Bourgogne naît vers 1060 au château de Quingey, bourgade de villégiature des comtes palatins de Bourgogne, situé entre leurs châteaux de Poligny, de Dole (capitale du comté de Bourgogne, voisin du duché de Bourgogne), de Gray, et l’archevêché de Besançon, à la frontière entre le Saint-Empire romain et le royaume de France.

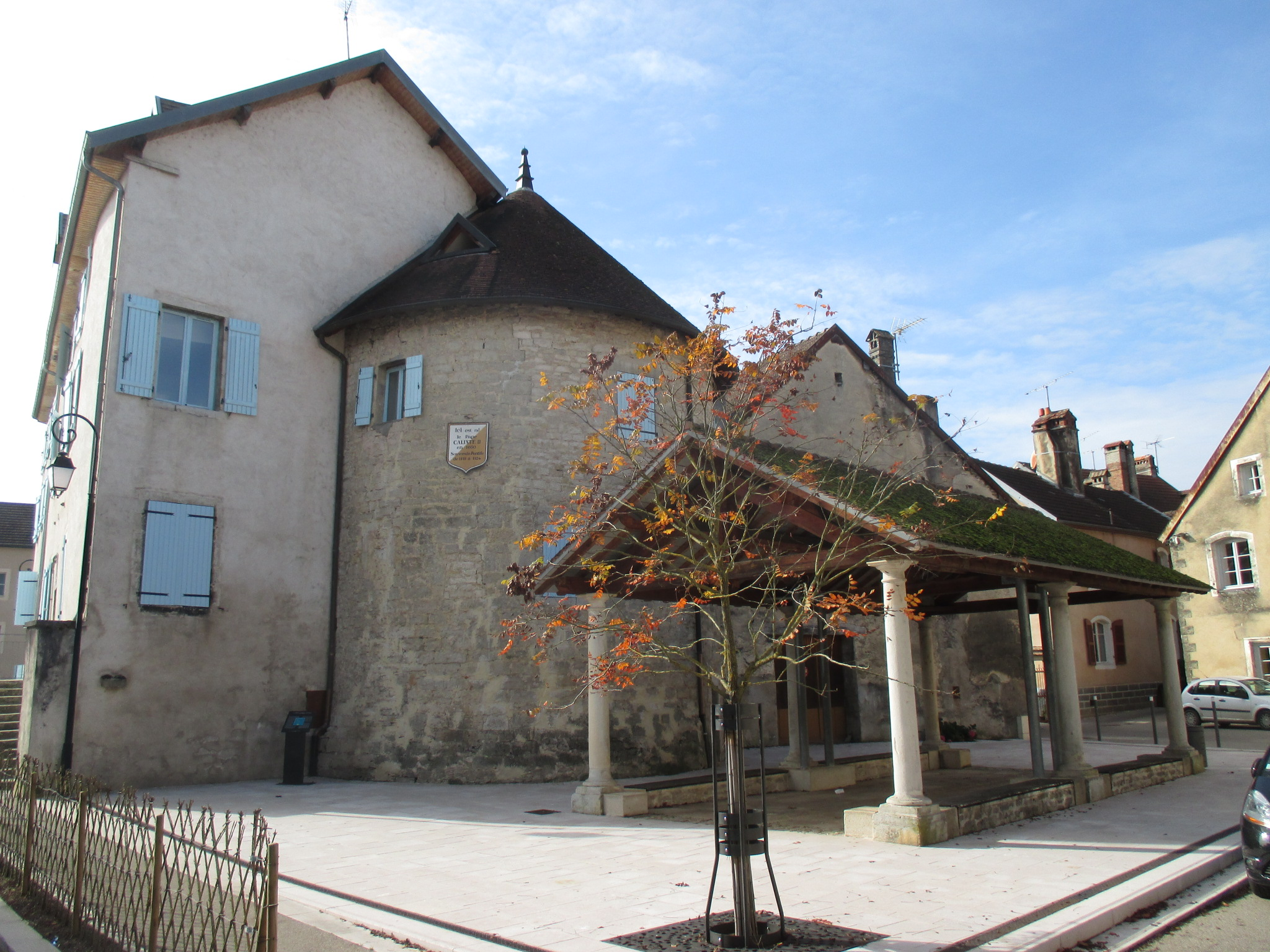
Seule tour subsistante du château de Quingey.

Il est fils du comte de Bourgogne Guillaume Ier (dit Guillaume le Grand, de la maison d'Ivrée) et d'Étiennette de Bourgogne. Guillaume est petit-fils du duc Richard II de Normandie, et parent de nombreux seigneurs d'Europe. Les comtes palatins sont vassaux - contre leur gré - du Saint-Empire Romain voisin, à la suite de la succession de Bourgogne (1032–1034).
En 1085, Guillaume Ier de Bourgogne impose ses fils Hugues III à l'archevêché de Besançon, et Gui comme administrateur du diocèse de son frère, pour succéder aux puissants princes-évêques du Saint-Empire romain Hugues Ier de Salins et Hugues II de Montfaucon. Son frère Renaud II de Bourgogne devient comte de Bourgogne, de Mâcon et de Vienne et Gui devient alors en 1088 archevêque-comte de Vienne à moins de 30 ans. Il est promu par le pape Pascal II légat du pape en France.

### Contexte historique
À la suite de la division de l'Empire romain de 395, puis du partage de l'Empire carolingien en 843 par le traité de Verdun, une lutte s'établit entre les pouvoirs temporel et spirituel respectifs des empereurs et des papes sur l'Europe occidentale d'alors ; c'est la lutte du sacerdoce et de l'Empire, affrontement historique hiérarchique avec pour enjeu la détention de « l'Imperium », pouvoir suprême de Rome antique / États pontificaux sur l'Empire. Cette ingérence du pouvoir politique sur le gouvernement de l'Église catholique, appelée césaropapisme, dure depuis le début du christianisme officiel concrétisé par l'édit de Milan de l'Empire romain en 313.
En 1075, le pape Grégoire VII promulgue le décret Dictatus papæ, pour contrecarrer le césaropapisme. Il se fait appuyer par l'influent ordre de Cluny qui dépend directement des papes et est à l'époque répandu dans toute l'Europe catholique de l'Occident chrétien. Subséquemment à ce décret, un grave conflit éclate en 1076 sous le nom de querelle des Investitures, entre le jeune empereur Henri IV du Saint-Empire (alors sous régence de sa mère l'impératrice Agnès d'Aquitaine) qui impose son pouvoir au pouvoir absolu du pape Grégoire VII au Vatican. L'empereur fait officiellement déchoir le pape par la diète de Worms de 1076 ; et le pape répond lors du synode de carême de 1076 à Rome en le faisant également déchoir de ses titres de roi / empereur, l'excommunie et le maudit, causant un trouble important dans toute l'Europe très croyante de l'époque.

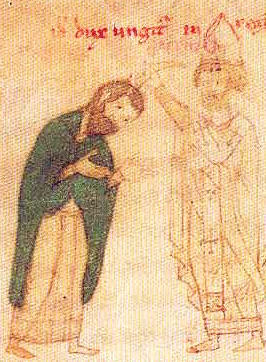
Le roi Roger II de Sicile et Calixte II, par Pierre d'Éboli, 1196.
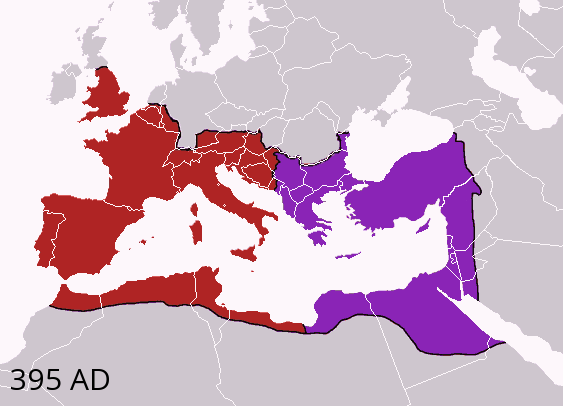
À la suite des invasions barbares, division de l'Empire romain en 395 entre Empire romain d'Occident et Empire byzantin.
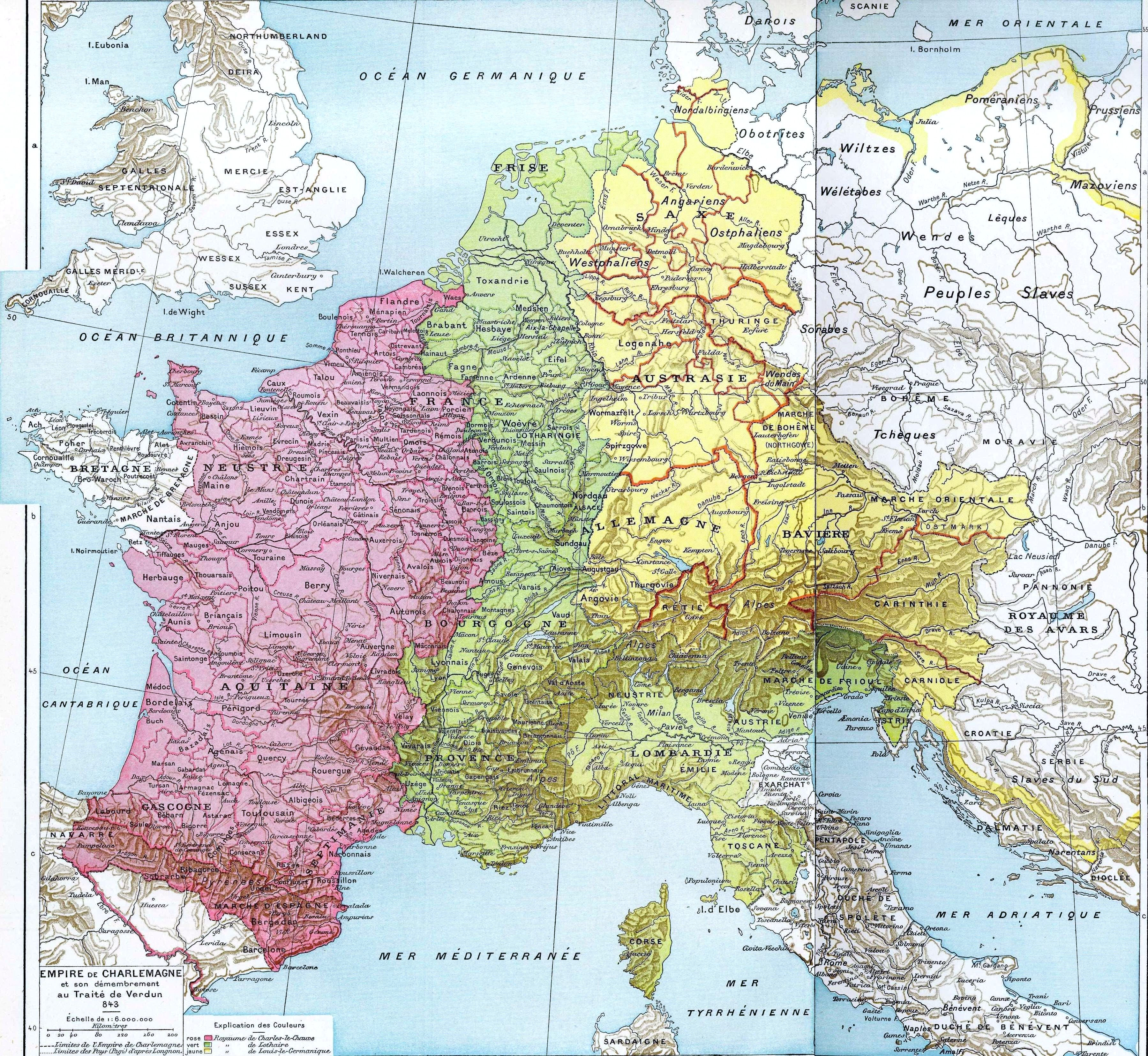
Partage de l'Empire carolingien en 843 au traité de Verdun.
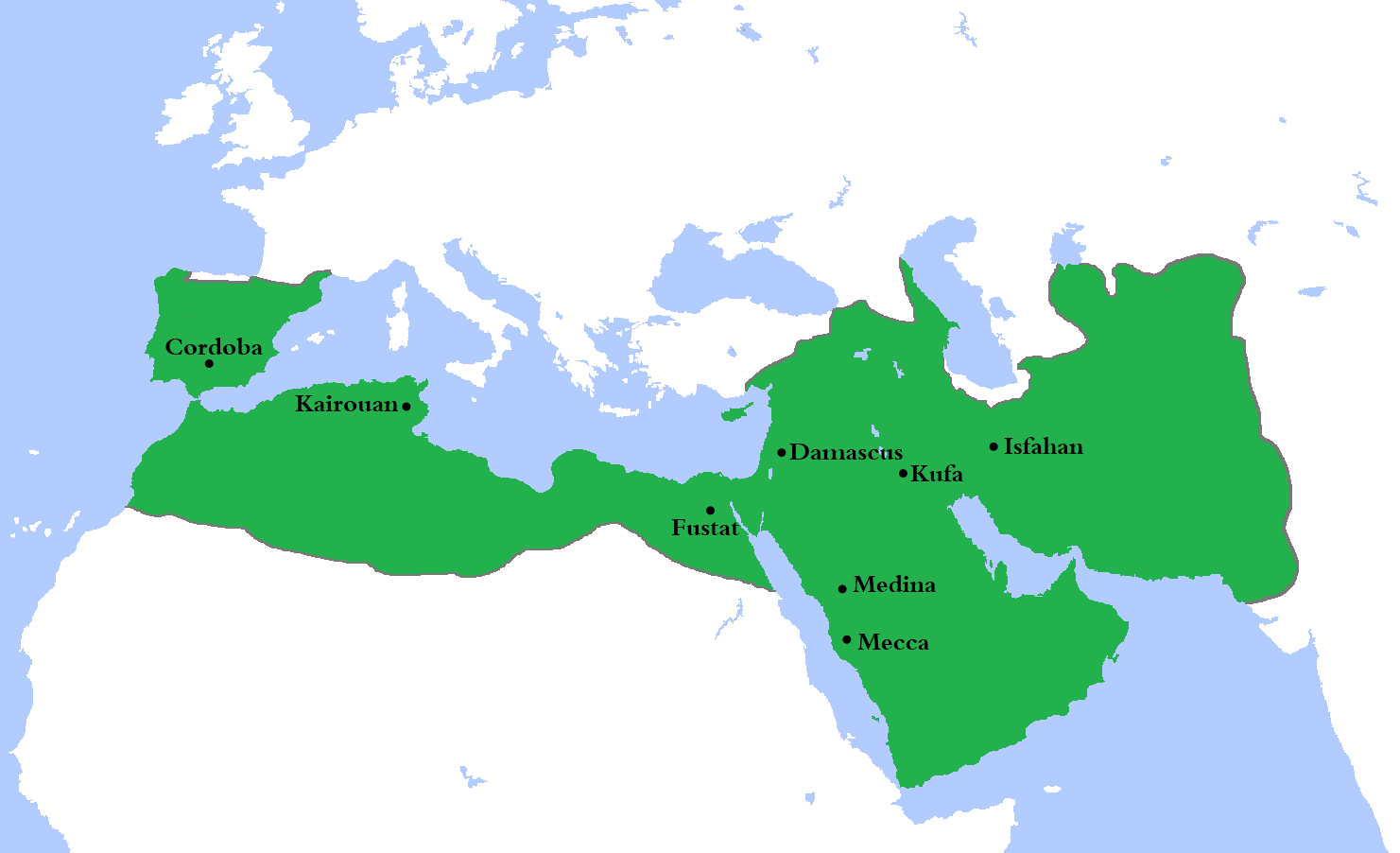
Empire musulman à partir de 750, expansion de l'islam de Mahomet (v. 570–632).
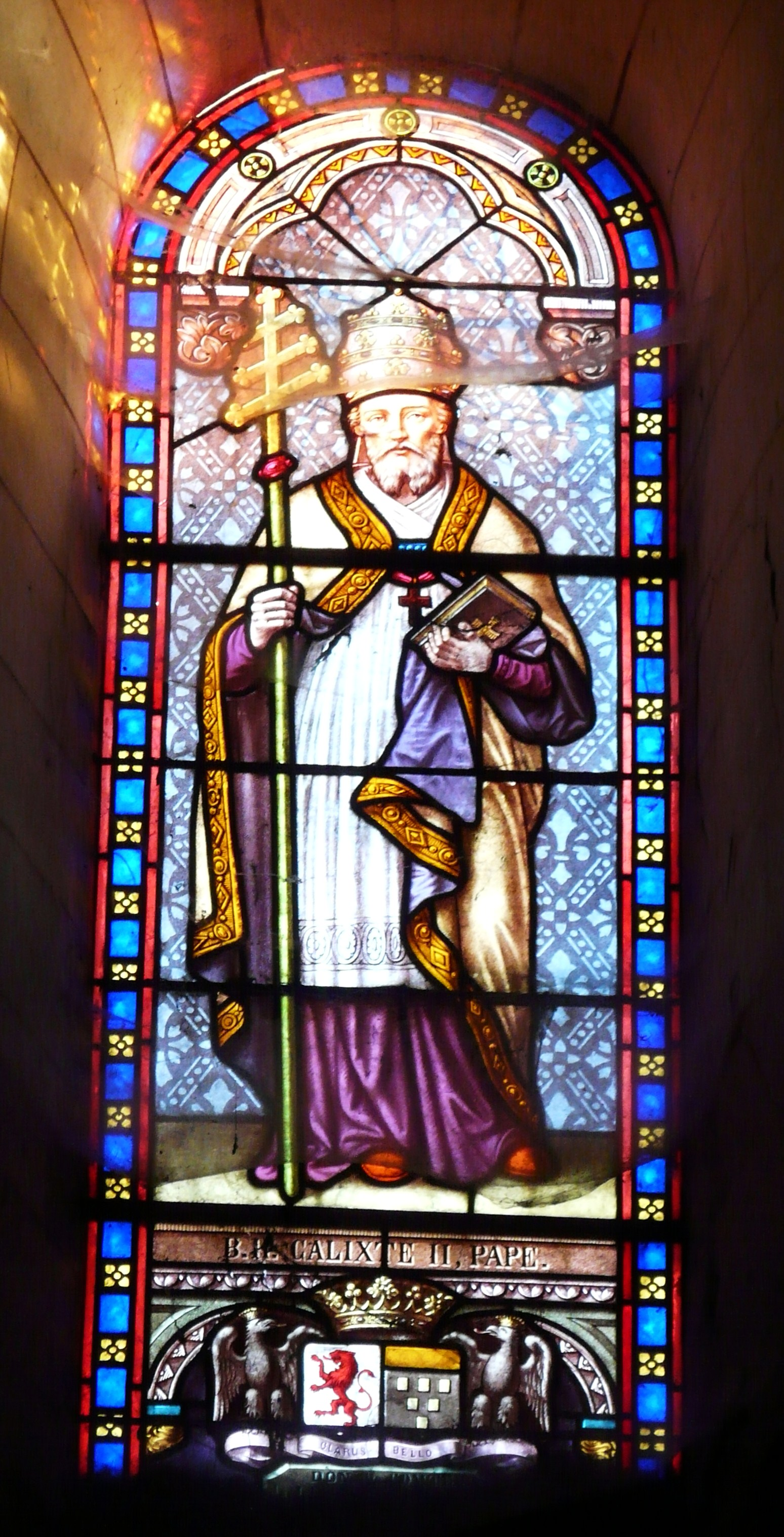
Église de Coulaures, Dordogne.

Henri IV envahit l'Italie en 1084, assiège le pape Grégoire VII au château Saint-Ange des États pontificaux, et nomme l'antipape Clément III par qui il se fait sacrer empereur du Saint-Empire romain à la basilique Saint-Pierre du Vatican. Grégoire VII est secouru et délivré par l'armée de musulmans et de Normands du conquérant Robert Guiscard, qui pille, ravage, traumatise et incendie Rome. Grégoire VII meurt en mai 1085. Victor III (mai 1086–septembre 1087) lui succède. Le pape suivant, Urbain II (mars 1088–juillet 1099), chasse de Rome l'antipape Clément III et l'empereur. Il lance l'appel de Clermont au concile de Clermont (1095), qui appelle à la première croisade pour parer au schisme de 1054 (séparation entre l'Église catholique romaine et l'Église orthodoxe de l'Empire byzantin) et à l'expansion de l'islam qui se manifeste dans les guerres turco-byzantines. Il encourage la Reconquista, ou reconquête du Sud de l'Espagne occupée par les Maures depuis la conquête musulmane de la péninsule Ibérique de 711). Et il poursuit la réforme grégorienne.
En 1118, Gélase II est élu pape et excommunie Clément III et l'empereur Henri V. Menacé par ce dernier qui envahit à son tour l'Italie et nomme l'antipape Grégoire VIII, il fuit les États pontificaux pour chercher refuge en France. Il est reçu à Auxerre en 1119 par l'évêque Hugues de Montaigu peu avant qu'il meure de maladie à l'abbaye de Cluny, lors de son voyage vers l'abbaye de Vézelay dans le duché de Bourgogne, en route vers son protecteur le roi des francs Louis VI le Gros.

### Pontificat
Le 1er février 1119, le cardinal légat du pape Kuno von Urach, qui accompagnait le précédent pape dans son voyage, organise à l'abbaye de Cluny l'élection pontificale de 1119, qui nomme pape Gui de Bourgogne (alors âgé d'environ 59 ans) sous le nom de Calixte II (élection de Calixte II à l'abbaye de Cluny). Le 9 février suivant, il est couronné pape à Vienne (Isère).

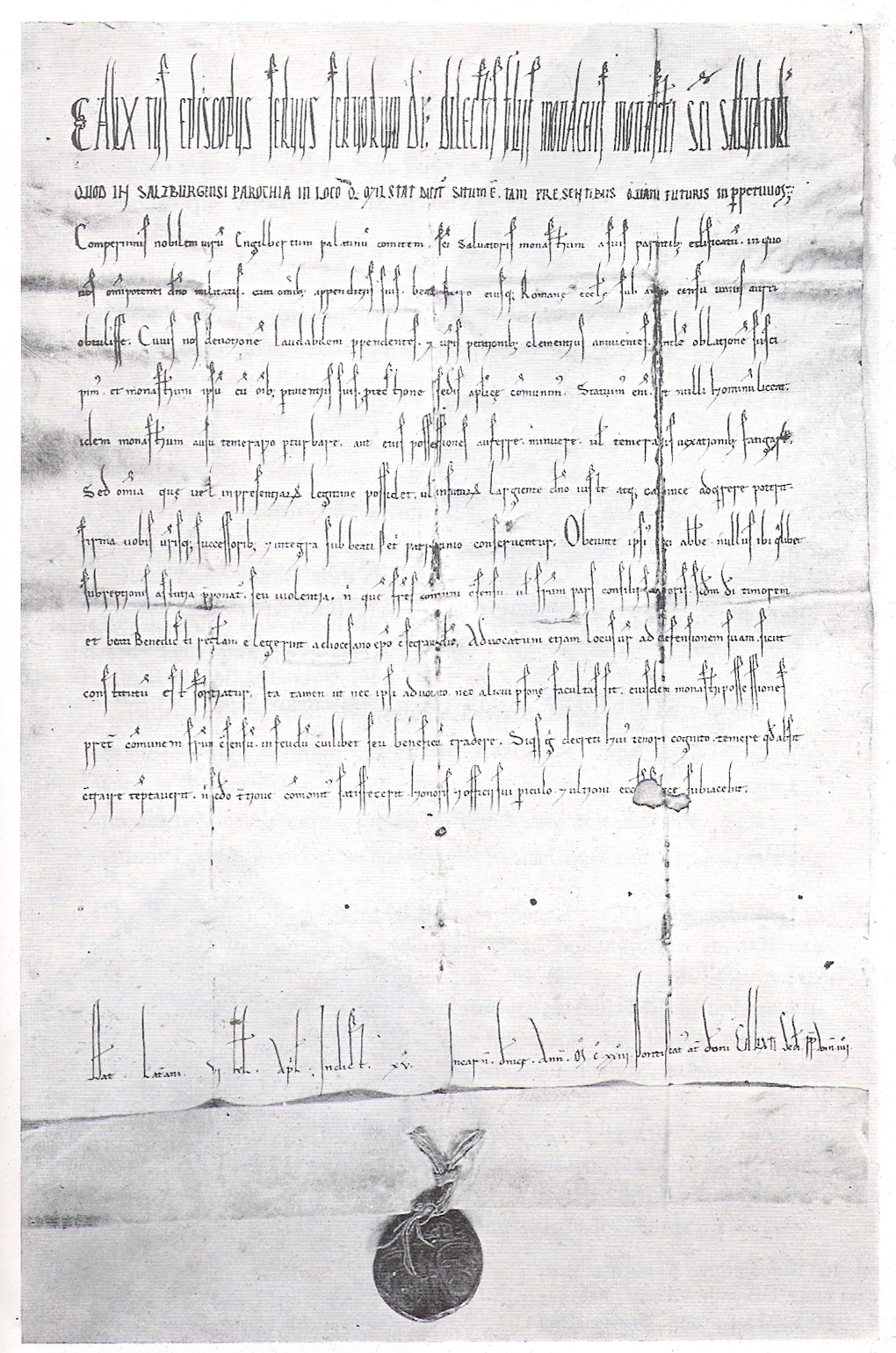
Bulle pontificale de Calixte II, du 27 mars 1122.
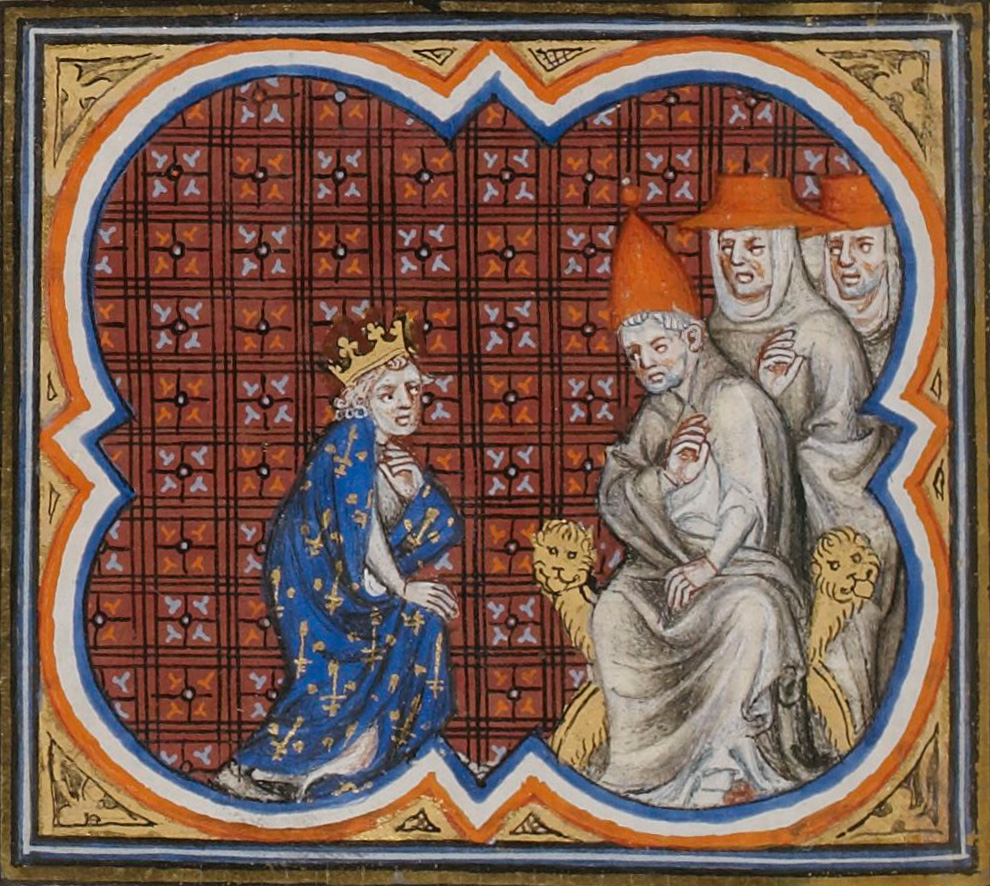
Le roi de France Louis VI le Gros et Calixte II, XIVe siècle.
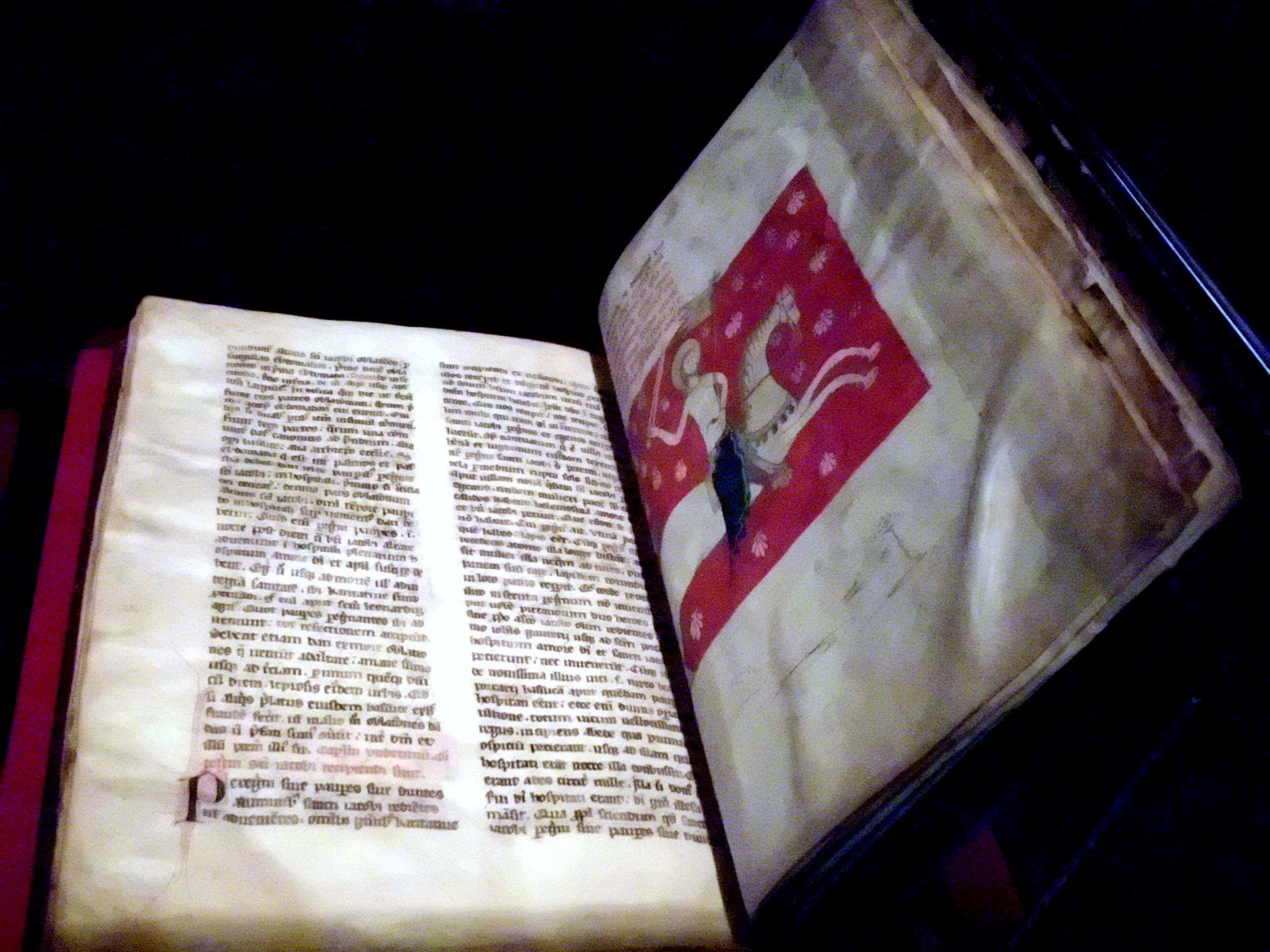
Codex Calixtinus.
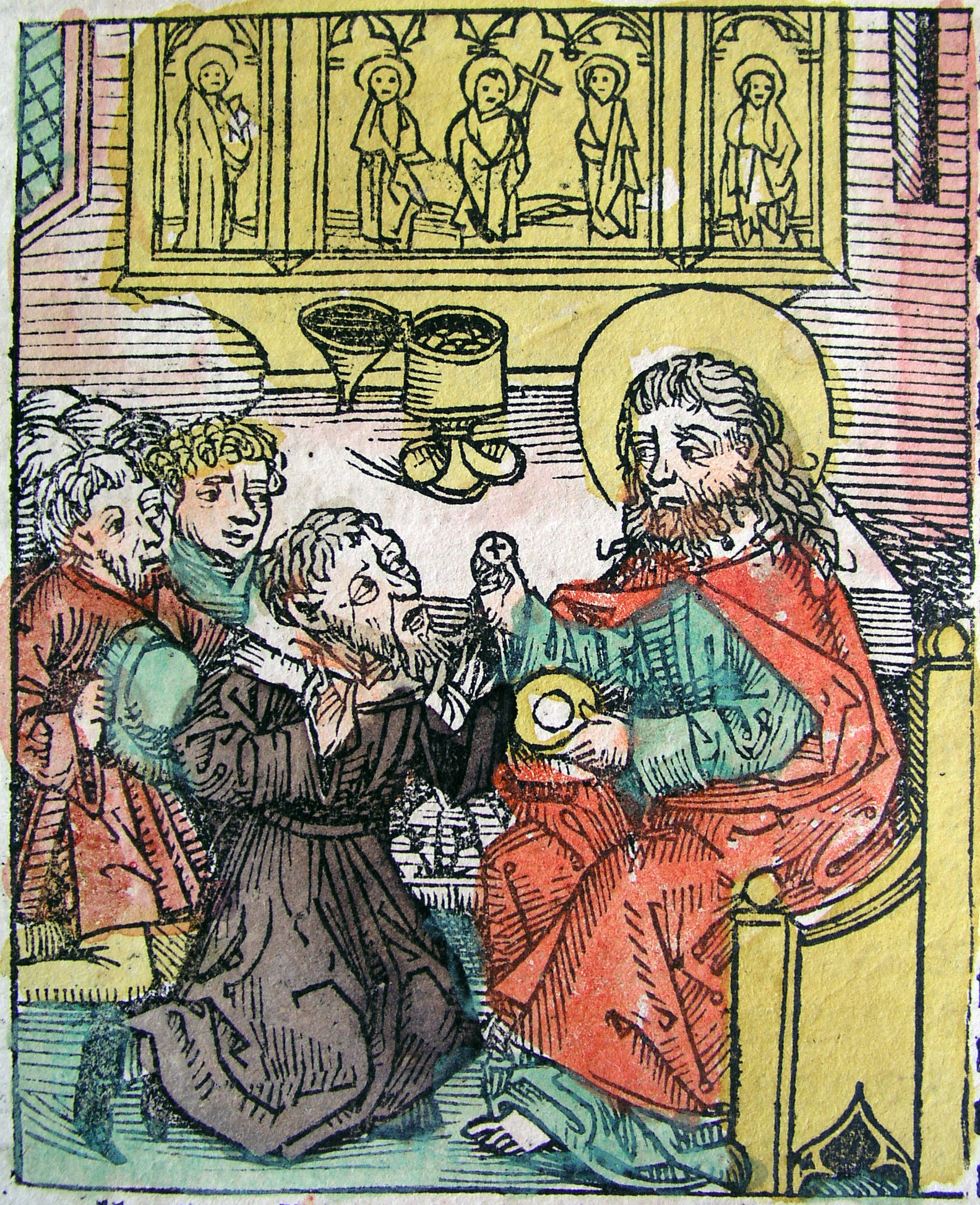
Soumission de l'antipape Grégoire VIII à Calixte II.
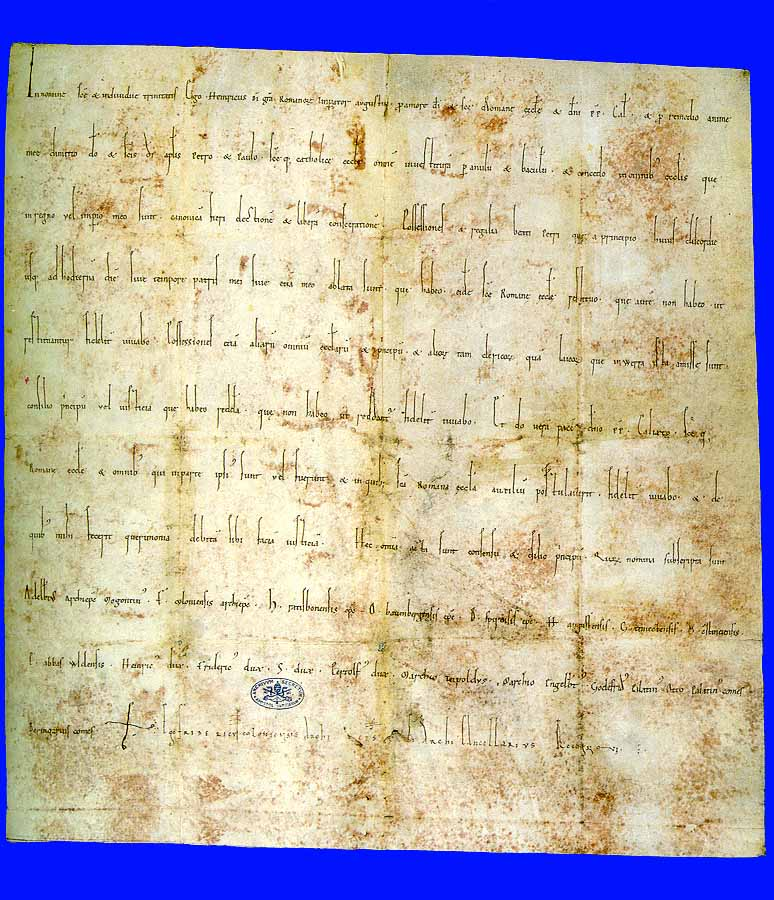
Concordat de Worms, fin de la querelle des Investitures, 23 septembre 1122.

Cette même année, Calixte II encourage la réforme grégorienne de l'ordre de Cluny (qui dépend directement des papes), et qui implique entre autres le contrôle des prêtres par les ordres monastiques de l'ordre de Saint-Benoît, pour lutter contre la dégénérescence morale de l'Église catholique durant la renaissance du XIIe siècle. Il approuve la Carta Caritatis (charte de charité et d’unanimité) du nouvel ordre cistercien de l'abbaye de Cîteaux fondé en 1098 par le moine Robert de Molesme, avec un retour au respect plus rigoureux de la règle de saint Benoît, que celle appliquée par l'ordre de Cluny de l'abbaye de Cluny voisine. Ce nouvel ordre monastique connaît un essor considérable dans toute l'Europe grâce au moine bourguignon Bernard de Clairvaux (1090–1153). Le 3 octobre 1119 il consacre l'église de l'Abbaye de la Sainte-Trinité de Morigny en présence de Guillaume II de Garlande. Il obtient également le soutien du nouvel ordre des Prémontrés et de son fondateur Norbert de Xanten qu'il rencontre à Laon. Cette même année 1119 il confirme les biens de l'abbaye Notre-Dame de Josaphat au diocèse de Chartres.
Calixte II réintègre les États pontificaux en 1120. L'antipape Grégoire VIII est fait prisonnier par les troupes pontificales à Sutri (50 km au nord-ouest de Rome). Calixte le fait enfermer dans un monastère jusqu'à sa mort en 1122. Cette dernière année, il met fin à la querelle des Investitures (guerre de pouvoir hiérarchique opposant la papauté aux empereurs germaniques) avec le concordat de Worms (Pactum Calixtinum en latin), signé par l'empereur Henri V. Ce concordat prévoit un partage des pouvoirs temporel et spirituel, avec le pouvoir d'investiture laïque pour l'empereur dans le domaine temporel, et le pouvoir d'investiture religieuse au pape pour le domaine spirituel.
En 1123, Calixte II convoque le premier concile du Latran à la basilique Saint-Jean-de-Latran de Rome, avec près de trois cents évêques et six cents abbés de toute l'Europe, pour entre autres ratifier le concordat de Worms précédent, pour imposer le premier célibat sacerdotal complet dans toute l'Église catholique (à l'image du Christ, les prêtres catholiques vivent modestement de la charité chrétienne), et pour octroyer entre autres l'indulgence catholique / immunité spirituelle aux chevaliers croisés, et encourager la deuxième croisade… À la suite de la prise de Jérusalem en 1099, à la fondation de l'État latin d'Orient, et de l'ordre canonial régulier du Saint-Sépulcre par les chevaliers croisés de Godefroy de Bouillon, l'ordre militaire de l'ordre du Temple est créé en 1120 lors du concile de Naplouse.
Calixte II promeut le pèlerinage de Saint-Jacques-de-Compostelle en relation avec son frère Raymond de Bourgogne, devenu roi de León, de Galice et de Castille par mariage en 1090 avec la reine Urraque Ire de León, fille héritière du roi Alphonse VI de León. Par la bulle Bula Omnipotentis dispositione du 27 février 1120, il élève Saint-Jacques-de-Compostelle au rang d'archidiocèse de Saint-Jacques-de-Compostelle. Selon une tradition apocryphe, il fait rassembler des textes épars pour la rédaction du manuscrit Codex Calixtinus (Livre de Saint Jacques / Liber Sancti Jacobi), pour assurer la dévotion à l'apôtre du Christ Saint-Jacques le Majeur, et assurer la promotion de ce pèlerinage par les chemins de Compostelle. Selon la légende, Calixte II accorde en 1122 à Compostelle le rang de ville sainte au même titre que Jérusalem et Rome, en lui accordant le premier jubilé plein de l'année sainte (année Sainte Compostellane).
Il meurt à Rome (siège des États pontificaux), le 12 ou le 13 décembre 1124 à l'âge d'environ 64 ans, après cinq ans de pontificat. Il est inhumé le 13 décembre 1124 en la basilique Saint-Jean-de-Latran, et son cœur à l'abbaye de Cîteaux. Le pape Honorius II lui succède.

#### Études
- Moreau (Gilles-Marie), Calixte II, Paris, L'Harmattan, 2019.
- Schilling (Beate), Guido von Vienne – Papst Calixt II., Hanovre, Hahnsche, 1998 (MGH Schriften, 45).